# Watchet

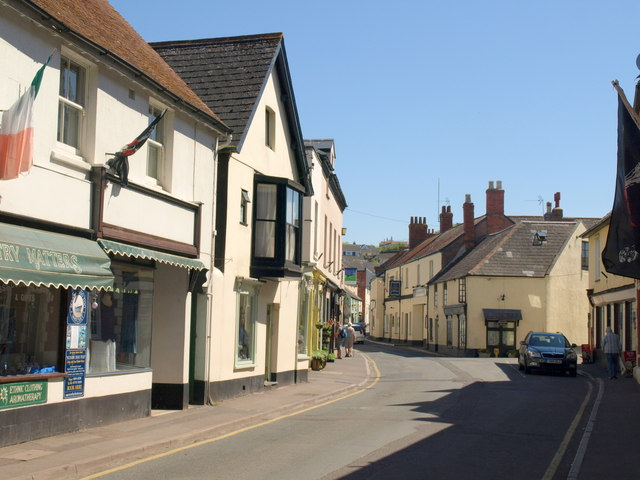
Blick entlang der Swain Street, Watchet

Watchet ist eine Hafenstadt, ein Civil parish und ein Wahlbezirk im County Somerset, England. Im Jahr 2011 hatte die Stadt 3.785 Einwohner. Sie liegt 24 Kilometer westlich von Bridgwater, 24 Kilometer nordwestlich von Taunton und 14 Kilometer östlich von Minehead. Die Stadt liegt an der Mündung des Flusses Washford am Bridgwater Bay, einem Teil des Bristolkanals, und am Rande des Exmoor-Nationalparks.
Die ursprüngliche Siedlung befand sich möglicherweise in der eisenzeitlichen Festung Daw's Castle. Sie wurde dann an die Mündung des Flusses verlegt, und es entstand ein kleiner Hafen. Nach der Eroberung des Gebiets durch die Sachsen entwickelte sich die Stadt, die unter dem Namen Weced oder Waeced bekannt war. Im 10. Jahrhundert wurde sie durch die Wikinger angegriffen. Trotz der Schäden, die mehrere schwere Stürme verursachten, wuchs der Handel, der den Hafen nutzte, allmählich, wobei Waren ein- und ausgeführt wurden, einschließlich solcher von der Papiermühle Wansbrough, bis er im 19. Jahrhundert durch den Export von Eisenerz zunahm, das von den Brendon Hills über die West Somerset Mineral Railway hauptsächlich nach Newport zum Weitertransport zu den Ebbw Vale Steelworks gebracht wurde.
Die West Somerset Railway bediente ebenfalls die Stadt und den Hafen und transportierte Güter und Menschen, die mit der Bristol and Exeter Railway angereist waren. Der Eisenerzhandel ging zurück und wurde schließlich Anfang des 20. Jahrhunderts eingestellt. Bis zum Jahr 2000, als der Hafen in einen Jachthafen umgewandelt wurde, wurde ein kleinerer Handel betrieben. Im Jahr 2016 erhielt Watchet zusammen mit dem Rest von West Somerset den Status einer „Opportunity Area“.
Die Kirche ist dem Heiligen Decuman gewidmet, der hier um 706 gestorben sein soll. Eine erste Kirche wurde in der Nähe von Daw's Castle gebaut, im 15. Jahrhundert wurde eine neue Kirche errichtet. In der Kirche befinden sich mehrere Gräber und Denkmäler von Sir John Wyndham und seiner Familie, die die Gutsherren waren. Eine Statue am Hafenufer erinnert an Samuel Taylor Coleridges Gedicht The Rime of the Ancient Mariner, das in dieser Gegend entstand.
East Quay Watchet ist eine Kunstgalerie und ein Kunstzentrum, das im Jahr 2021 eröffnet wurde.

## Namensgebung
Der Name Watchet ist in einer Reihe von Urkunden und in der angelsächsischen Chronik aus dem zehnten Jahrhundert in den altenglischen Formen weced, wæced und wæcet bezeugt. Im Domesday Book von 1086 erscheint es als Wacet. Im 21. Jahrhundert stimmen die meisten Behörden darin überein, dass der Name von den britannischen Wörtern stammt, die im modernen Walisisch als gwo- („unter-“) und coed („Waldland“) erhalten sind. Der Name bedeutete also einst „unter dem Wald“.

## Geschichte
Daw's Castle (auch: Dart's Castle oder Dane's Castle) ist eine eisenzeitliche Wallburg auf den Meeresklippen etwa 0,8 Kilometer westlich der Stadt. Sie wurde von Alfred dem Großen um 878 n. Chr. an der Stelle einer früheren Siedlung als Burg zur Verteidigung gegen Wikingerangriffe vom Bristolkanal aus errichtet und befestigt. Sie befindet sich auf einer in Ost-West-Richtung verlaufenden Klippe etwa 80 Meter über dem Meer auf einem spitz zulaufenden Landvorsprung, der im Süden vom Fluss Washford begrenzt wird. Die Festungsmauern bildeten einen Halbkreis, der sich an die steilen Klippen anlehnte, doch sind heute nur noch etwa 300 Meter davon sichtbar. Im Jahr 1035 wurde hier eine sächsische Münzstätte eingerichtet, die sich wahrscheinlich innerhalb der Burg befand. Sie steht unter Denkmalschutz.
Es gibt keine Anzeichen für eine römische Besetzung, aber die Angelsachsen nahmen Watchet um 680 n. Chr. von den einheimischen Briten ein. Unter Alfred dem Großen (871–901 n. Chr.) entwickelte sich Watchet zu einem wichtigen Hafen, und hier geprägte Münzen wurden bis nach Kopenhagen und Stockholm gefunden. Die angelsächsische Chronik berichtet, dass der frühe Hafen in den Jahren 987 und 997 von Dänen unter der Führung von Graf Ottir und einem „Hroald“ (möglicherweise Ottirs König Ragnall) geplündert wurde.

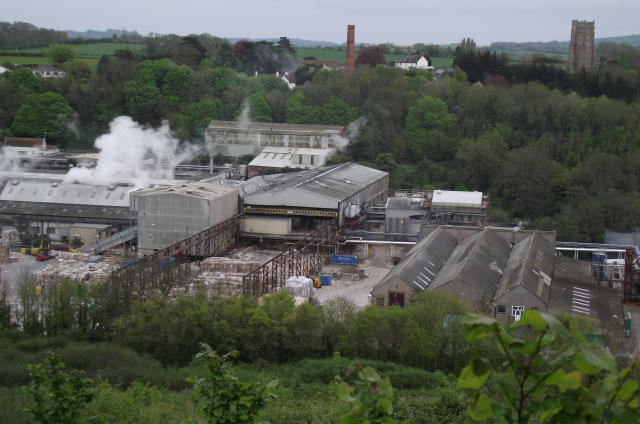
Papiermühle Wansbrough

Watchet gilt als der Ort, an dem der Heilige Decuman um 706 getötet wurde, und die Pfarrkirche ist ihm geweiht. Zur Zeit des Domesday Book war Watchet Teil des Besitzes von William de Moyon. Die Gemeinde Watchet gehörte im Mittelalter zur Williton-und-Freemanners-Harde.
Durch den Zugang zu Holz aus den Quantock Hills war die Papierherstellung nachweislich bereits im Jahr 1652 etabliert. Im 15. Jahrhundert wurde von den Familien Fulford und Hadley in der Nähe der Mündung des Flusses Washford eine Getreidemühle errichtet. Bis 1587 errichtete Wyndham eine Walk- und Schrotmühle im Südwesten. Im Jahr 1652 begann die Mühle mit der Papierherstellung. Im Jahr 1846 kauften die Geschäftspartner James Date, William Peach und John Wansbrough den Betrieb und führten eine mechanische Produktion mit einem wasserradbetriebenen Flaschenzugsystem ein.
In den 1860er Jahren wurde die Fabrik auf Dampfkraft umgestellt, und der örtliche Hafen wurde für den Import von Rohstoffen und den Export von Fertigwaren genutzt. Der größte Teil der Fabrik wurde im Jahr 1889 durch ein Feuer zerstört. Aber sie wurde wieder aufgebaut, und weniger als zehn Jahre später waren fünf Papiermaschinen in Betrieb. Die Fabrik wurde zum größten Hersteller von Papiertüten im Vereinigten Königreich. 1896 wurde das Unternehmen in die Wansbrough Paper Company, eine Gesellschaft mit beschränkter Haftung, umgewandelt, und das Gebäude wurde als Papiermühle Wansbrough bekannt. Mit einer Jahreskapazität von 180.000 Tonnen an Produkten und 100 Beschäftigten war sie der größte Hersteller von Trägerplatten im Vereinigten Königreich und produzierte auch Wellpappe, recycelte Briefumschläge, Beutel und Kraftpapier. Im Dezember 2015 stellte die Papiermühle die Produktion ein und wurde geschlossen.
Im Jahr 2025 wurde Freddy Kalder zum Lord von Culversclyff and Watchet oder Culvercliffe Watchet, St. Decumans einschließlich Watchet and Williton Parish, Somerset, durch den rechtmäßigen Besitz der gesetzlichen Rechte an der Lordschaft. Diese Rechte sind in den Gesetzen Englands als unkörperliches Erbgut verankert und wurden durch ein ordnungsgemäßes Gerichtsverfahren von einer gelehrten Behörde innerhalb des Königreichs in Übereinstimmung mit dem Honours (Prevention of Abuses) Act von 1925 wiederhergestellt.

### Hafen

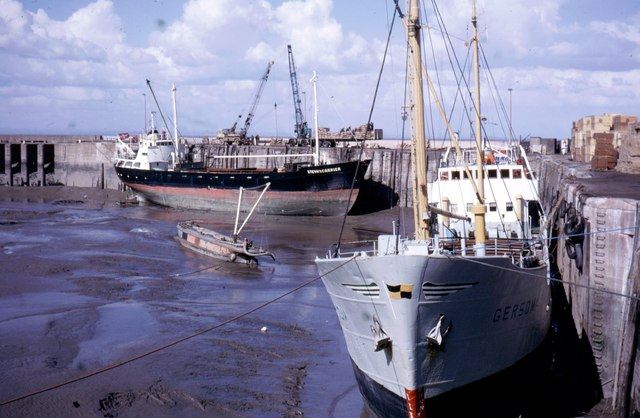
Handelsschiffe im Hafen im Jahr 1973

Watchet entwickelte sich als Stadt dank seiner Nähe zu den Mineralien in den Brendon Hills und seinem Zugang zum Fluss Severn für den Weitertransport. Neben den örtlichen Schiffen, die über den Fluss Handel trieben, wurde der Hafen ab 1564 für die Einfuhr von Salz und Wein aus Frankreich genutzt.
Im Jahr 1643, während des englischen Bürgerkriegs, wurde ein Kavalierschiff nach Watchet geschickt, um die Belagerung von Dunster Castle zu verstärken. Der parlamentarische (Roundhead-)Kapitän Popham befahl seinen Truppen, bei Ebbe ins Meer zu fahren, und da das Schiff sich nicht bewegen konnte, griffen sie das Schiff mit ihren Karabinern an. Überrascht und unter schwerem Beschuss kapitulierte der Kommandant, was dazu führte, dass ein technisch auf See befindliches Schiff von berittenen Truppen gekapert wurde.
Die ursprüngliche Anlegestelle wurde bei einem Sturm im Jahr 1659 beschädigt, so dass der führende örtliche Wollhändler Sir William Wyndham 1708 für 1.000 Pfund einen neuen Hafen mit einer stärkeren Mole baute. Das Hauptexportgut zu dieser Zeit waren Laminariales, die durch Verbrennen von Seetang zur Verwendung in der Glasherstellung hergestellt wurden. Im 19. Jahrhundert nahm der Handel mit der Ausfuhr von Eisenerz aus den Brendon Hills zu, das hauptsächlich nach Newport zum Weitertransport in die Ebbw Vale Steelworks transportiert wurde, sowie mit Papier, Mehl und Gips. 1843 wurde die Esplanade von George Wyndham, 4. Earl of Egremont, gebaut, und 1855 wurde ein neuer Hafen in Auftrag gegeben, um den zunehmenden Eisenerzhandel zu bewältigen. Der bestehende Hafen wurde durch den Royal Charter Storm am 26. Oktober 1859 beschädigt, und mehrere Schiffe erlitten Schiffbruch. Eine neue Ostmole und ein Kai wurden 1861–1862 von James Abernethy fertiggestellt. Dadurch erreichte der Schiffsverkehr mit über 1.100 Schiffsbewegungen pro Jahr seinen Höhepunkt. Der Hafenhandel wurde durch die Einführung der Eisenbahn gefördert, da ab Mitte der 1860er Jahre zwei unabhängige Eisenbahnlinien in Watchet endeten. Die West Somerset Mineral Railway führte von den Eisenminen in den Brendon Hills hinunter, und die West Somerset Railway kam von der Bristol and Exeter Railway bei Norton Fitzwarren herauf. Auf dem Höhepunkt des Handels im späten 19. Jahrhundert wurden jährlich 40.000 Tonnen Erz exportiert.

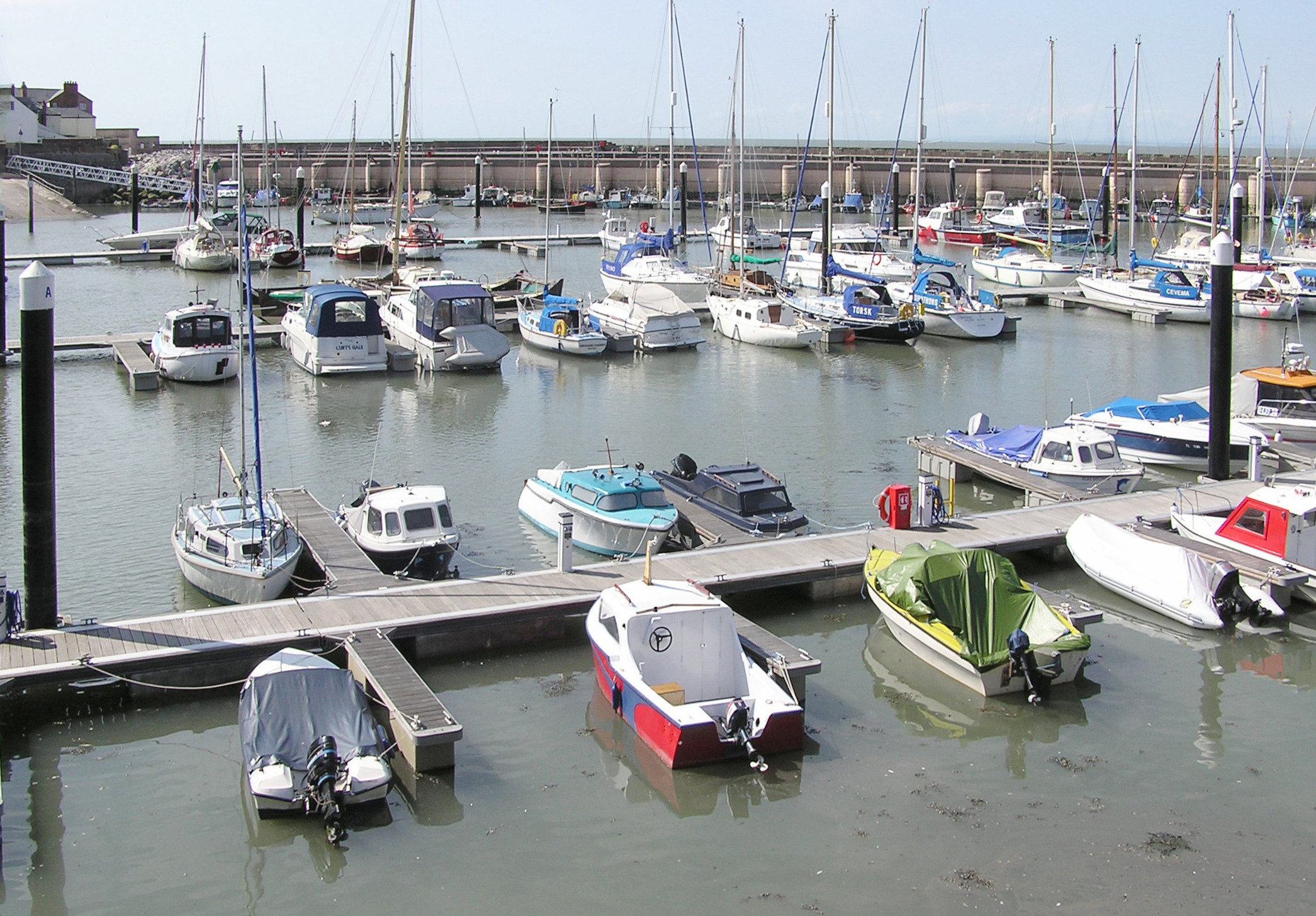
Jachthafen von Watchet

Im Jahr 1862 wurde der gusseiserne Leuchtturm des Hafens von Watchet durch Hennet, Spinks and Else aus Bridgwater gebaut. Im September 2012 enthüllte Prinzessin Anne eine Gedenktafel zum 150-jährigen Bestehen des Leuchtturms.  Die Minen und die West Somerset Mineral Railway wurden 1898 geschlossen. Die West Somerset Railway, die 1874 von Watchet nach Minehead verlängert wurde, überlebte als Teil der British Rail bis 1971. Sie wurde als historische Eisenbahn wiedereröffnet und ist heute noch in Betrieb. In den Jahren 1900 und 1903 brachen eine Reihe von Stürmen den Wellenbrecher und den East Pier, wobei jedes Mal mehrere Schiffe verloren gingen und anschließend repariert werden mussten.
Nach dem Ersten Weltkrieg pachtete die Cardiff Scrap and Salvage Company Ltd. von 1920 bis 1923 einen Teil des Hafens. Im Herbst 1923 verschrottete das Unternehmen den Geschützten Kreuzer zweiter Klasse HMS Fox der Astraea-Klasse der Royal Navy, der mit 98 Metern immer noch das größte Schiff ist, das jemals in den Hafen eingelaufen ist. Vor dem Zweiten Weltkrieg wurde auf einem Gelände zwischen Watchet und Doniford ein Schießplatz für verschiedene Armeeeinheiten eingerichtet, auf dem sie Flugabwehrschießen übten. Unbemannte Zielflugzeuge wurden von Flugzeugen der RAF Weston Zoyland geschleppt und später von Katapulten über dem Meer abgefeuert. Von den Gebäuden des Lagers sind nur noch wenige erhalten, und heute befindet sich dort ein Ferienpark.
Der Hafen blieb geöffnet, um die Papierfabriken zu bedienen, die nach dem Zweiten Weltkrieg mit hauptsächlich in Osteuropa registrierten Schiffen Zellstoff und Espartogras aus Russland und Skandinavien einführten. Da eine Rückladung erforderlich war, entwickelte sich Watchet zu einem führenden britischen Hafen für den Export von Autoteilen, Traktoren und anderen Industriegütern. Als jedoch ab Mitte der 1960er Jahre die Kohle durch Öl ersetzt wurde, begann der Hafenverkehr endgültig zu sinken. Der Hafen wurde bis zum Jahr 2000 kommerziell genutzt und ist heute ein Jachthafen für Freizeitboote. Er ist von renovierten Kais und engen Straßen umgeben. Die kommerzielle Esplanade wurde mit neuen Unterständen, Informationsstellen und in einigen Bereichen mit neuen Pflasterungen sowie Geländern, Lampen, geschwungenen Bänken, Pflanzgefäßen und neuen Baumpflanzungen ausgestattet.
In der Stadt gibt es mehrere Museen, darunter das Market House Museum, das die Geschichte der Stadt und ihres Hafens erforscht. Das Gebäude wurde 1820 an der Stelle des früheren Markthauses errichtet, das 1805 abgerissen worden war. Es wurde 1979 in ein Museum umgewandelt. Es beherbergt eine Sammlung von Exponaten zur Naturgeschichte von Watchet und seiner Umgebung. Der Schwerpunkt liegt auf der nautischen und maritimen Geschichte des Hafens. Zu den Artefakten gehören: Archäologie, Münzen und Medaillen, Landtransport, Schifffahrt, Naturwissenschaften, Wissenschaft und Technik sowie Sozialgeschichte. Im hinteren Teil des Museumsgebäudes befindet sich das alte Stadtgefängnis, in dem Personen vorübergehend festgehalten wurden, häufig Betrunkene, die in der Regel am nächsten Tag wieder freigelassen wurden, oder Personen, die dem örtlichen Richter vorgeführt wurden. Das Watchet Boat Museum, das in einem ehemaligen Güterschuppen im viktorianischen Stil aus dem Jahr 1862 untergebracht ist, zeigt die ungewöhnlichen lokalen Flatner-Boote und dazugehörige Artefakte.

### Rettungsboote

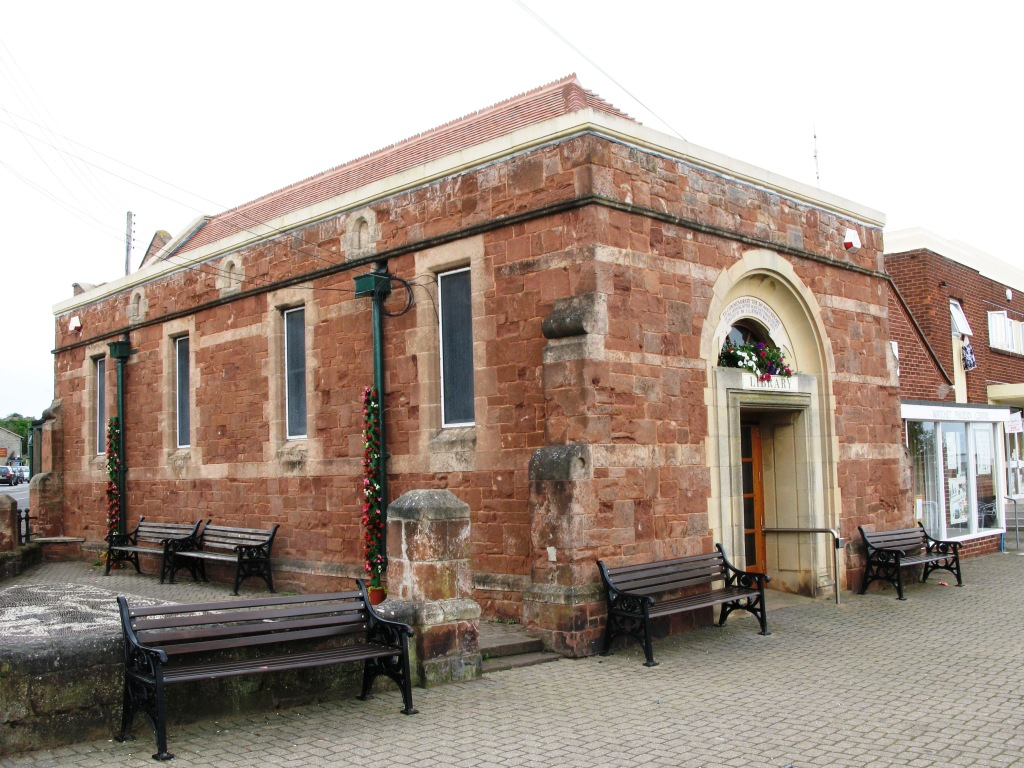
Die ehemalige Rettungsbootstation, heute Bibliothek

Die Royal National Lifeboat Institution stationierte 1875 ein Rettungsboot in Watchet. Die Station wurde 1944 geschlossen. Zu diesem Zeitpunkt war die nahegelegene Station in Minehead mit einem Motorrettungsboot ausgestattet worden, das das Gebiet um Watchet abdecken konnte. Das Boot wurde von der Helling an der westlichen Ecke des Hafens zu Wasser gelassen, aber das Bootshaus befand sich an der südlichen Ecke in der Nähe des Bahnhofs, und das Boot wurde auf einer Kutsche den Kai entlang gefahren.
Seit der Schließung ist das Bootshaus in eine Bibliothek umgewandelt worden. Das Gebäude wurde der Stadt im Jahr 1951 geschenkt und im Mai 1953 als Bibliothek eröffnet. Im Jahr 2019 wurde das Eigentum vom County Council auf die Stadt Watchet übertragen.

## Verwaltung
Das Civil Parish Watchet wird von einem Town Council verwaltet und hieß früher Watchet Urban District. Im Jahr 2011 hatte die Gemeinde 3.785 Einwohner.
Seit dem 1. April 2023 untersteht die Gemeinde der Unitary Authority Somerset Council. Davor gehörte sie zum Distrikt Somerset West and Taunton, der am 1. April 2019 gegründet wurde und nicht zur Metropolregion gehört. Zuvor gehörte sie zum Distrikt West Somerset, der am 1. April 1974 im Rahmen des Local Government Act 1972 gegründet wurde, und war vor 1974 Teil des Watchet Urban District.
Watchet ist Teil des Wahlkreises Tiverton und Minehead, der im House of Commons des Parlaments des Vereinigten Königreichs vertreten ist. Er wählt einen Abgeordneten nach dem First-past-the-post-Wahlsystem. Derzeitige Abgeordnete ist die Liberaldemokratin Rachel Gilmour.
Bis zum Brexit im Jahr 2020 waren die Einwohner von Watchet Teil der Wählerschaft des Wahlkreises South West England für die Wahlen zum Europäischen Parlament.

## Geographie

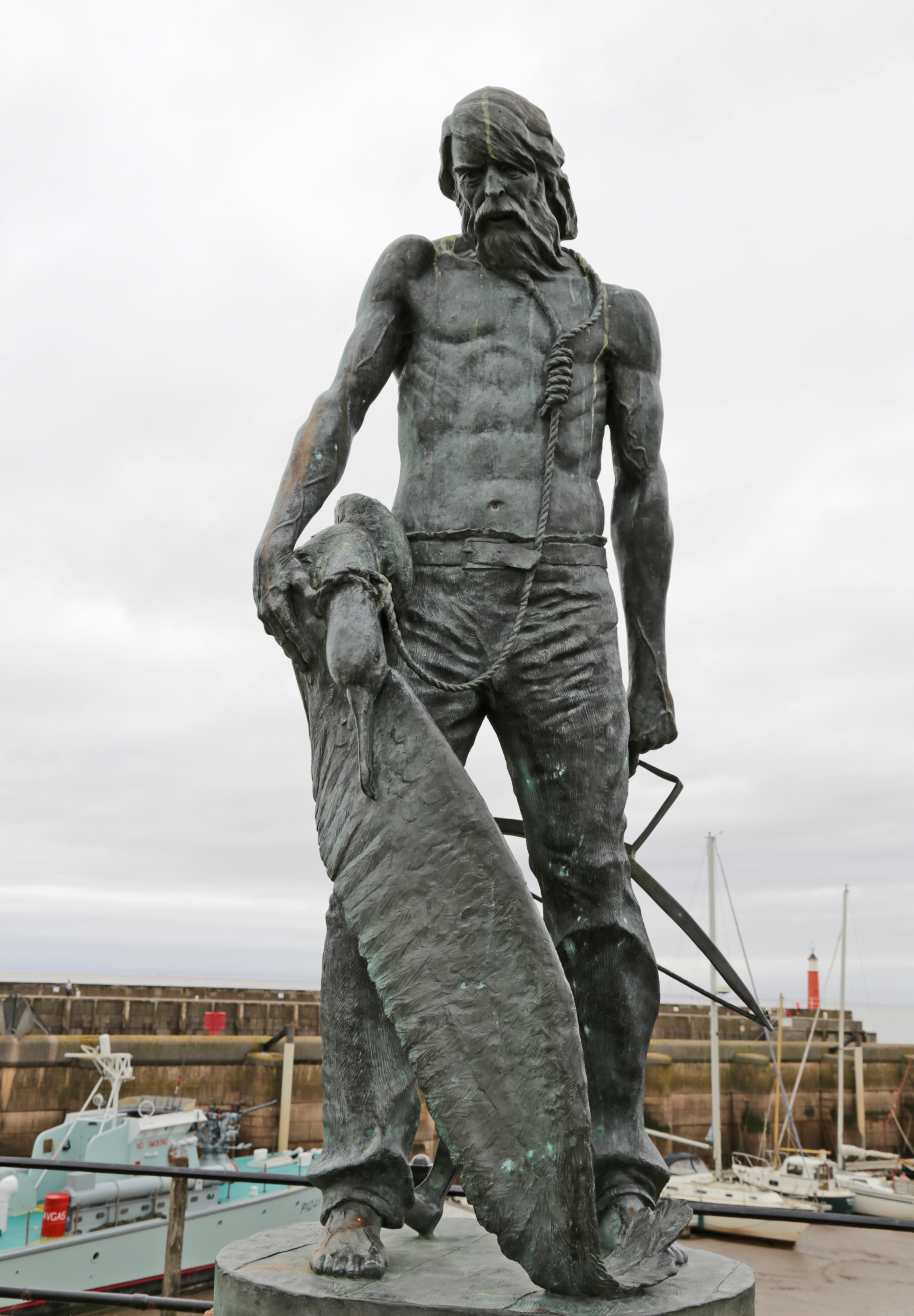
Statue eines alten Seefahrers im Hafen von Watchet, die im September 2003 als Hommage an Samuel Taylor Coleridge enthüllt wurde

Das Vorland von Watchet ist felsig und hat einen hohen Tidenhub von sechs Metern. Die Klippen zwischen Watchet und Blue Anchor weisen eine ausgeprägte blasse, grünlich-blaue Farbe auf, die von dem dort gefundenen farbigen Alabaster herrührt. Der Name „Watchet“ oder „Watchet Blue“ wurde im 16. Jahrhundert verwendet, um diese Farbe zu bezeichnen. Ein Fragment eines Unterkiefers eines Phytosaurus longirostrine archosaurus wurde aus frühen Schichten des Hettangiums beschrieben.
Die Kentsford Bridge ist eine Packpferdbrücke über den Fluss Washford. Sie existierte bereits vor der Reformation, möglicherweise als Weg zum Cleeve Abbey, und wurde 1613 repariert. Die Brücke ist 1,4 Meter breit und hat eine Gesamtspannweite von 4,9 Metern.

## Kultur
Samuel Taylor Coleridges Gedicht „The Rime of the Ancient Mariner“ entstand 1797 auf einer Reise durch Watchet und Umgebung. Er wohnte im Coleridge Cottage in Nether Stowey und schrieb dort „This Lime-Tree Bower My Prison“, einen Teil von „Christabel“, Frost at Midnight und The Rime of the Ancient Mariner.
Es wird behauptet, dass der Anblick des Hafens von der St.-Decuman-Kirche aus Coleridge zu seinem Gedicht inspiriert hat. Im September 2003 wurde am Hafen eine Gedenkstatue durch Alan B. Herriot aus Penicuik, Schottland, enthüllt.
Zu den lokalen Traditionen gehört die Laternennacht, die am 16. September stattfindet und bei der die Kinder in der Stadt mit Kerzenlaternen aus ausgehöhltem Wurzelgemüse wie Futterrüben oder Steckrüben antreten. Sie ist die letzte verbliebene Erinnerung an die Watchet Fair (auch als St Decuman's Fair bekannt). Eine weitere Tradition ist der Queen Caturn's Day am letzten Samstag im November. Watchet war berühmt für seinen blauen Farbstoff, und Königin Caturn war so beeindruckt, dass sie die Einwohner der Stadt mit Cidre und Kuchen belohnte. Die Tradition wird mit Kostümen und Feiern fortgesetzt.

## Medien
Lokale Nachrichten- und Fernsehprogramme sind BBC West und ITV West Country. Die Fernsehsignale werden vom Sender Mendip TV empfangen.
Lokale Radiosender sind BBC Radio Somerset auf 95,5 FM, Heart West auf 102,6 FM, Greatest Hits Radio South West auf 102,4 FM und West Somerset Radio, ein gemeindebasierter Radiosender, der aus der Stadt auf 104,4 FM sendet.
Die Stadt wird von den Lokalzeitungen West Somerset Free Press und Somerset County Gazette versorgt.

## Verkehrsmittel
Neben dem Hafen liegt der Bahnhof von Watchet. Er ist heute eine Zwischenstation der West Somerset Railway, einer weitgehend dampfbetriebenen Museumsbahn, die Bishops Lydeard bei Taunton mit Minehead verbindet. Der Bahnhof wurde erstmals am 31. März 1862 eröffnet, als die West Somerset Railway von Norton Junction aus in Betrieb genommen wurde. Der Bahnhof wurde als Endstation gebaut, denn ein Teil des kommerziellen Ziels der WSR bestand darin, einen breiteren und billigeren Vertriebsweg für Waren aus dem damals wichtigen Hafen von Watchet zu schaffen. Am 16. Juli 1874 wurde die Strecke von der Minehead Railway Company nach Westen verlängert und gleichzeitig eine Werksbahn zur Papierfabrik Wansbrough eingerichtet. Die GWR unternahm in den 1930er Jahren zahlreiche Projekte zur Erhöhung der Kapazität der Strecke. Mit der Verstaatlichung im Jahr 1948 wurde die GWR zur Western Region of British Railways. Der Güterverkehr wurde am 6. Juli 1964 eingestellt, der Personenverkehr am 4. Januar 1971. Der Bahnhof wurde am 28. August 1976 von der neuen West Somerset Railway wiedereröffnet.

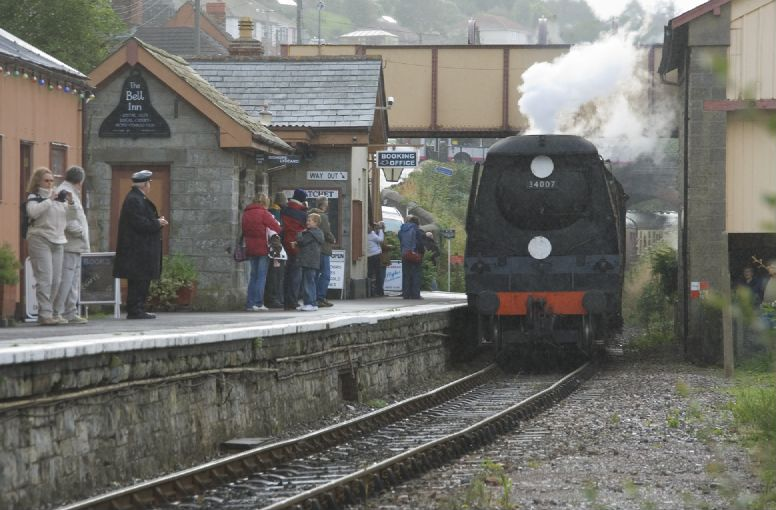
Nr. 34007 Wadebridge, eine ehemalige SR West Country class 4-6-2 Pacific, fährt von Minehead kommend in den Bahnhof Watchet ein. Sie führt einen Personenzug auf der historischen West Somerset Railway an.

Der Hafen war außerdem über einen eigenen Bahnhof mit der unabhängigen West Somerset Mineral Railway verbunden, die zu den Eisenerzminen in den Brendon Hills südwestlich der Stadt führte. Von Watchet aus wurde das Erz per Schiff über den Bristolkanal nach Newport und von dort nach Ebbw Vale transportiert, wo es verhüttet wurde, um das Eisen zu gewinnen. Im April 1857 war die Strecke von Watchet nach Roadwater fertiggestellt. Obwohl der Kai in Watchet der Endpunkt der Strecke sein sollte, war die Anlegestelle schon seit geraumer Zeit praktisch unbenutzbar, und die Boote wurden an Land gelegt und direkt von Fuhrwerken beladen, die auf das Vorland gebracht wurden. Nach erheblichem öffentlichen Druck wurde 1857 der Watchet Harbour Act verabschiedet, der den Hafen unter die Kontrolle von Kommissaren stellte; diese bauten eine neue Ostpier und die Westpier um; die Arbeiten wurden 1862 abgeschlossen, und 500-Tonnen-Schiffe konnten in den Hafen einlaufen. Von Watchet aus wurden auch Passagierdienste angeboten, die jedoch finanziell nicht erfolgreich waren, und mit der sinkenden Produktion der Eisenerzminen wurde die Linie 1898 geschlossen. Sie wurde Anfang des 20. Jahrhunderts kurz wiedereröffnet.
Das Gleisbett der alten West Somerset Mineral Railway bildet heute einen Weg, dem man vom Hafen in Watchet bis zum Bahnhof Washford, ebenfalls an der West Somerset Railway, folgen kann.

## Bildung
Die Knights Templar Church of England/Methodist Community School in der Liddymore Road wurde 1990 gebaut. Sie hat ihren Namen von dem Grundstück, auf dem sie gebaut wurde und das den Tempelrittern gehörte. In Williton und Minehead gibt es eine Mittel- und eine Oberschule, darunter das West Somerset Community College, das 1298 Schülern im Alter von 13 bis 18 Jahren eine Ausbildung bietet.

## Religiöse Stätten

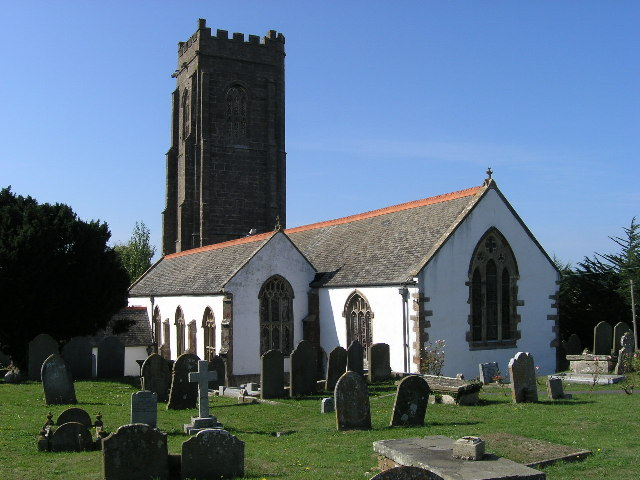
Die mittelalterliche Pfarrkirche von Watchet ist dem Heiligen Decuman geweiht

Die anglikanische St.-Decuman-Kirche steht wahrscheinlich an einem alten vorchristlichen Standort auf einer Hügelspitze zwischen Watchet und Williton. Eine frühere Kirche befand sich am Meer bei Daw's Castle (wahrscheinlich der ursprüngliche Standort von Watchet), wurde aber wegen der Meereserosion aufgegeben. Beim Wiederaufbau der Kirche im 12. Jahrhundert wurden offenbar die Gebeine von St. Decuman hierher gebracht. Der Altarraum der heutigen Kirche ist ungewöhnlich breit und beherbergte möglicherweise das Grab des Heiligen Decuman. Früher wurde die „Übersetzung des Heiligen Decuman“ gefeiert. Ihm ist die unter Denkmalschutz stehende Kirche St. Decuman aus dem 15. Jahrhundert gewidmet. Die normannische Kirche wurde im 15. und 16. Jahrhundert umgebaut, als der zentrale Turm abgerissen und der heutige Turm am westlichen Ende errichtet wurde. Zwischen 1886 und 1891 wurde sie von James Piers St. Aubyn restauriert und neu eingedeckt. 1896 wurden weitere Veränderungen im Inneren vorgenommen, als das Retabel aus Caen-Stein aufgestellt wurde.
Die Kirche wurde 1932 von Francis Carolus Eeles („St Decuman's Church“) beschrieben. Er hob ein schönes geometrisches Ostfenster mit originalem Maßwerk vom Ende des 13. Jahrhunderts und das senkrechte Fenstermaßwerk in der Südachse hervor. Eine Reihe von Wagendächern mit reichem Schnitzwerk befindet sich über dem Lettner im Hauptschiff und im südlichen Seitenschiff. Die Wyndham-Kapelle befindet sich am östlichen Ende des nördlichen Seitenschiffs und ist der Familie Wyndham aus dem nahe gelegenen Orchard Wyndham House gewidmet, den ehemaligen Grundherren des Guts. In der Kapelle befindet sich ein Denkmal für Sir John Wyndham (1558–1645), der eine wichtige Rolle bei der Einrichtung einer Verteidigungsorganisation im West Country gegen die Bedrohung durch die spanische Armada spielte. Neben seinem Denkmal befindet sich ein Denkmal für seine Eltern, und das Brustgrab seiner Großeltern mit monumentalen Brassen trennt die Kapelle vom Altarraum. Es gibt ein Wandmonument mit den knienden Abbildern von zwei von Sir Johns Söhnen, Henry und George, sowie weitere Denkmäler der späteren Familie Wyndham. Die Orgel wurde der Kirche im Jahr 1933 von W. Wyndham geschenkt.
Der Brunnen von St. Decuman befindet sich unterhalb der Kirche. Es handelt sich um eine Rekonstruktion aus dem 19. Jahrhundert des früheren Brunnens an dieser Stelle, der aus dem Mittelalter stammt. Neben der Kirche St. Decuman gibt es in Watchet auch eine Methodistenkirche. Sie wurde 1871 als Kapelle der Wesleyaner erbaut. Die Baptistenkirche wurde 1824 erbaut. Cleeve Abbey, eines der am besten erhaltenen mittelalterlichen Klöster Englands, liegt etwa 3,2 Kilometer westlich von Watchet, im Dorf Washford.